# Karl Proksch
Karl Proksch (ur. ok. 1804, zm. 16 kwietnia 1856 w Sanoku) – c. k. urzędnik.

## Życiorys
Urodził się około 1804. Został urzędnikiem terytorialnym w Cesarstwie Austrii. Jako praktykant konceptowy C. K. Guberni Krajowej od około 1829 do około 1832 był przydzielony do urzędu c. k. cyrkułu złoczowskiego z siedzibą w Złoczowie, od około 1832 w tym samym charakterze pracował w C. K. Guberni Krajowej, a od około 1834 był tam koncypistą gubernialnym. Od około 1836 był komisarzem obwodowym trzeciej kategorii w urzędzie cyrkułu sanockiego z siedzibą w Sanoku. Następnie został przeniesiony do urzędu c. k. cyrkułu bocheńskiego z siedzibą w Bochni, gdzie od około 1845 był komisarzem trzeciej kategorii, od około 1847 komisarzem drugiej kategorii, a od około 1848 komisarzem pierwszej kategorii, w tym od około 1851 do 1854 jednocześnie kierownikiem urzędu (po opróżnieniu posady naczelnika obwodowego). 13 października 1851 witał i przyjmował w Bochni podróżującego po Galicji cesarza Austrii Franciszka Józefa I. Ze stanowiska komisarza 7 marca 1854 został mianowany na urząd zwierzchnika (niem. Kreisvorsteher) cyrkułu sanockiego. Posadę piastował przez następne dwa lata. Zamieszkiwał w domu pod numerem 62.
Zmarł 16 kwietnia 1856 w Sanoku w wieku 52 lat na skutek nowotworu. Został pochowany na miejscowym cmentarzu 18 kwietnia 1856 w pogrzebie odprawionym przez o. Wawrzyńca Ferentsaka.